# 萊布 (智利)

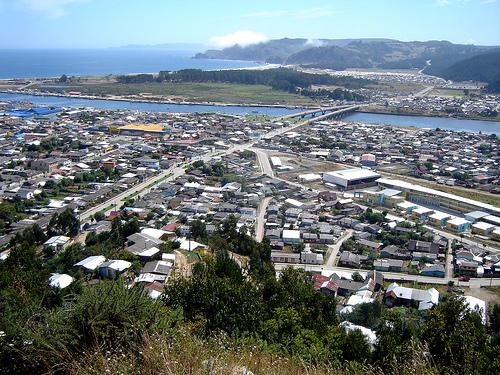

萊布是智利的城鎮，位於該國中部，由比奧比奧大區負責管轄，也是阿勞科省的首府，始建於1862年10月8日，面積561平方公里，海拔高度74米，2002年人口25,035，人口密度每平方公里44.6人。

## 外部連結
- （西班牙文） Municipality of Lebu